# Dukes County
Das Dukes County ist ein County im Bundesstaat Massachusetts der Vereinigten Staaten. Der Verwaltungssitz (County Seat) ist Edgartown. Das U.S. Census Bureau hat bei der Volkszählung 2020 eine Einwohnerzahl von 20.600 ermittelt.

## Geographie
Das County hat eine Fläche von 1272 Quadratkilometern, wovon 1003 Quadratkilometer Wasserfläche sind. Es grenzt im Norden an Barnstable County.

## Geschichte
Dukes County wurde 1695 aus Martha’s Vineyard und den Elizabeth Islands gebildet, die bis 1691 zu New York gehörten.
Zwei Stätten im Barnstable County haben aufgrund ihrer geschichtlichen Bedeutung den Status einer National Historic Landmark, das Flying Horses Carousel und das Wesleyan Grove.

## Demographie
Laut der Volkszählung im Jahr 2000 lebten im Dukes County 14.987 Einwohner in 6.421 Haushalten und 3.788 Familien. Die Bevölkerung setzte sich aus 90,69 Prozent Weißen, 2,40 Prozent Afroamerikanern, 0,46 Prozent Asiaten und 1,71 Prozent amerikanischen Ureinwohnern zusammen. 1,03 Prozent der Bevölkerung waren spanischer oder lateinamerikanischer Abstammung. Das Prokopfeinkommen betrug 26.472 US-Dollar; 5,0 Prozent der Familien sowie 7,3 Prozent der Bevölkerung lebten unter der Armutsgrenze.

## Städte und Gemeinden
- Aquinnah
- Chilmark
- Edgartown
- Gosnold
- Oak Bluffs
- Tisbury
- West Tisbury